# Gjergjan
Gjergjan es una localidad albanesa del condado de Elbasan. Se encuentra situada en el centro del país y desde 2015 está constituida como una unidad administrativa del municipio de Elbasan. A finales de 2011, el territorio de la actual unidad administrativa tenía 5126 habitantes.
La unidad administrativa incluye los pueblos de Bujares, Gjonme, Gjergjan, Keshtjelle, Koder Bujares, Muriqan y Thane.
Se ubica en la periferia nororiental de Cërrik, unos 5 km al suroeste de la capital municipal Elbasan.